# 鏞記酒家

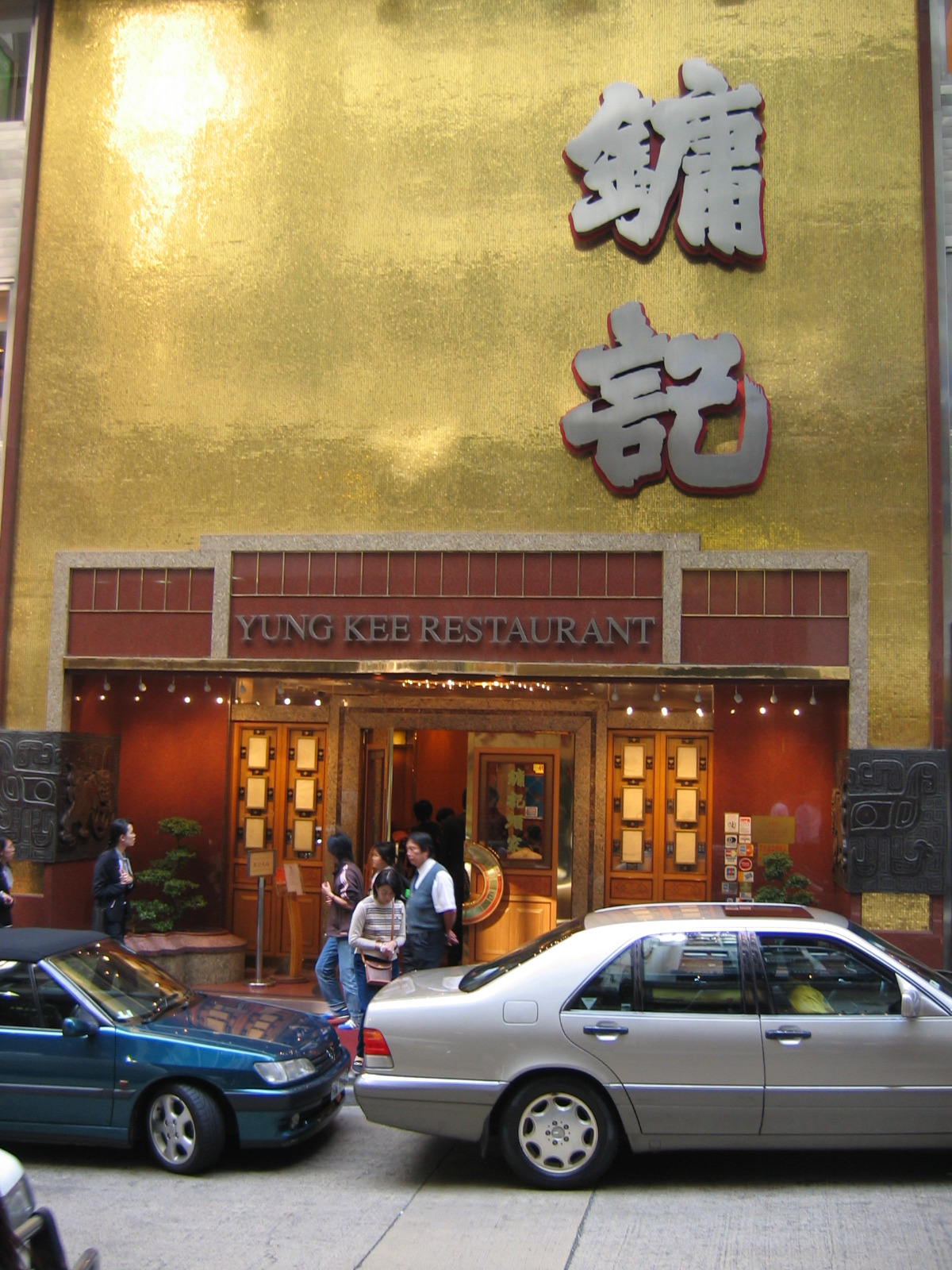
「鏞記」由著名書法家區建公題字

鏞記（全名：鏞記酒家）是香港知名食肆，以炭燒燒鵝馳名，店址位於中環威靈頓街，其分店位於香港赤臘角國際機場。

## 歷史
鏞記前身是一家咖啡茶檔，檔主麥鏞故取名「鏞記」。當時毗鄰經營燒臘檔的甘穗煇建議兩檔聯營，並成為鏞記股東之一。1942年，鏞記以4000港元租用上環永樂街32號鋪位，但其後毀於香港日佔時期，麥鏞退出轉行經營時裝。由甘穗煇繼續沿用鏞記字號經營下去。1944年，鏞記搬遷至石板街32號。
中環威靈頓街鏞記是1964年自置物業，甘穗輝在威靈頓街購入一個樓高四層的舖位，10年內相繼購入相連的四個舖位，分期拆卸進行重建，1978年完成工程，成為今天的鏞記大廈。 鏞記酒家亦有“富豪飯堂”之稱，曾蔭權、李嘉誠、周潤發等官員、富豪及名人曾光顧鏞記酒家。有附近上班的專業人士是鏞記的“常客”。鏞記門前部份路段原為禁止客貨上落的禁區，但部份名人及官員曾在光顧鏞記時，違例在此上落，如前財政司司長梁錦松。
1968年，美國《財富雜誌》選出鏞記為世界15大食府之一。在香港受到禽流感威脅，暫停供應家禽的時期，鏞記曾被迫暫停燒鵝的供應。
甘穗輝入行40年後，於66歲退休，業務雖交兒子甘健成打理，仍堅持每日到鏞記，更不時會親自“斬燒鵝”，他總喜歡坐在樓面的一角，觀賞食客品嚐燒鵝。 他在鏞記慶祝成立60週年的紀念刊撰文稱，“我喜歡酒家這種熱鬧感覺，我認為這裡是社會的縮影，當中有熟悉的人物事情，偶然幾位多年沒見的舊朋友，大家又可聚在一起話當年。”　　　　　
2010年7月13日創辦人的長子甘健成因股權問題申請將酒家的母公司鏞記控股清盤，而在2010年7月21日，香港高等法院已經批准甘健成為鏞記控股清盤。2012年10月5日甘健成在家中感到身體不適，送往律敦治醫院搶救無效，終年66歲。2012年10月31日香港高等法院駁回甘健成生前入稟的鏞記清盤申請，冀甘氏家族能達成庭外和解。2015年11月11日，甘健成遺孀代表亡夫向終審法院提上訴，案件經審訊後，終院法院裁定遺孀上訴得直，頒令母公司須於28天內清盤。

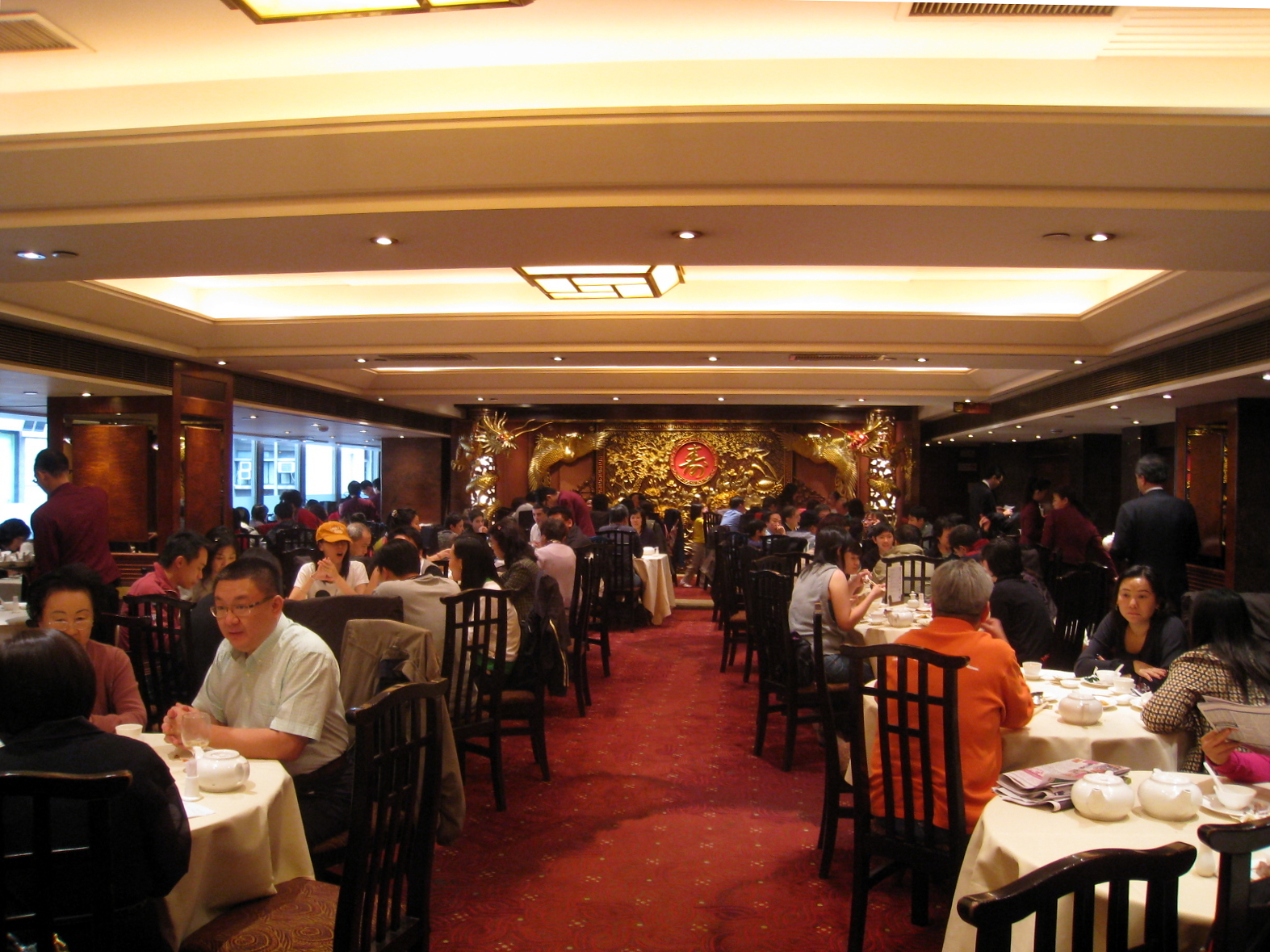
鏞記酒家內貌
酒家樓梯旁的王羲之觀鵝雕像

## 龍鳳大禮堂
鏞記三樓設龍鳳大禮堂，於1974年竣工。整個工程參照北京故宮設計，並邀請來自北京專造寺院木雕的師傅負責木雕。工程花費280萬，用了約一年建成。禮堂曾招待過不少名人與政要，包括泰國皇室成員、德國前總理科爾和前港督彭定康等。。

## 米芝蓮指南
鏞記酒家自2009年起，曾連續3年獲得米芝蓮1星評價。2012年米芝蓮指南改列為一般推介食肆，2013年起未有再獲收錄。
甘健成二子甘崇轅另起爐灶，成立甘牌燒鵝，開業數月便在2014年10月成為一星食肆。

## 撚手菜色
- 鵝肝腸
- 炭燒燒鵝
- 皮蛋酸薑
- 水雲玄采糕
- 松子雲霧肉
- 禮雲子琵琶蝦
- 二十四橋明月夜

## 相關食肆
- 老半齋烧腊
- 富市（传统）烧腊·云吞面
- 富寶軒酒家（甘健成堂弟主理）
- 甘飯館（甘健成長子甘崇軒主理）
- 甘牌燒鵝（甘健成次子甘崇轅主理）
- 甘棠燒鵝（前鏞記燒味部總管馮浩棠主理）

## 外部連結
- 鏞記酒家官方網址 （页面存档备份，存于）
- 鏞記大哥失勢　寧清盤抽身 （页面存档备份，存于）
- 鏞記酒家已故的創辦人甘穗辉傅奇，2005年1月由其子甘建成兄弟繼承祖業。 （页面存档备份，存于）